# Hilary Charlesworth
Hilary Christiane Mary Charlesworth (née le 28 février 1955) est une avocate internationale australienne. Elle est juge à la Cour internationale de Justice depuis le 5 novembre 2021 et est professeure de droit Harrison Moore et professeure lauréate de Melbourne à l'Université de Melbourne, ainsi que professeur distingué à l'Université nationale australienne.

## Éducation et carrière
Charlesworth est titulaire de diplômes des facultés de droit de Melbourne et de Harvard et est avocate et solicitor à la Cour suprême du Victoria. Elle est membre du comité de rédaction de nombreuses publications juridiques, notamment l'American Journal of International Law, la Melbourne University Law Review et l'Asian Journal of International Law.
En plus de ses fonctions académiques, elle est active au sein d’organisations de la société civile. En 2011, elle est nommée juge ad hoc de la Cour internationale de justice dans l'affaire de la chasse à la baleine dans l'Antarctique (Australie c. Japon).
En 2020, Guyana nomme Charlesworth juge ad hoc dans l'affaire de la sentence arbitrale du 3 octobre 1899 (Guyana contre Venezuela) devant la Cour internationale de justice. En 2021, le gouvernement australien soutient la nomination d'Hilary Charlesworth par le groupe national australien de la Cour permanente d'arbitrage pour être élue juge à la Cour internationale de Justice afin de pourvoir le poste vacant résultant du décès du juge australien James Crawford (juriste), décédé le 31 mai 2021. Le mandat de Crawford devait prendre fin le 5 février 2024. Charlesworth est élue juge de la Cour le 5 novembre 2021, avec effet immédiat elle prête serment en tant que juge le 7 décembre 2021.

## Travaux
- Weston, B., Falk, RA et Charlesworth, H. 1997, nternational Law and World Order, 3e éd., West Publishing Co., Minneapolis
- Charlesworth H. & Chinkin C. 2000, The Boundaries of International Law, Manchester University Press, Manchester (Lauréat du Certificat de mérite de l'American Society of International Law 2001 pour « contribution éminente à la recherche créative »)
- Charlesworth, H. 2002, Writing in Rights: Australia and the Protection of Human Rights, UNSW Press, Sydney
- Weston, B., Falk, RA, Charlesworth, H. & Strauss, AL 2006, nternational Law and World Order: A Problem Oriented Coursebook, 4e édition, West Publishing Co., Minneapolis
- Charlesworth, H., Chiam, M., Hovell, D. et Williams G. 2006, No Country is an Island : Australia and International Law UNSW Press, Sydney
- Byrnes, A., Charlesworth, H. et McKinnon, G. 2009, Australian Bills of Rights: History, Politics, Law, UNSW Press, Sydney